# Дорфулія
Дорфу́лія (мак. Дорфулија) — село у Північній Македонії, у складі общини Лозово Вардарського регіону.
Населення — 756 осіб (перепис 2002) в 234 господарствах.